# Aspangberg-St. Peter
Aspangberg-St. Peter, Aspangberg-Sankt Peter – gmina w Austrii, w kraju związkowym Dolna Austria, w powiecie Neunkirchen. Liczy 1 727 mieszkańców (1 stycznia 2014).